# Melipotis glaucipennis
Melipotis glaucipennis är en fjärilsart som beskrevs av Walker 1857. Melipotis glaucipennis ingår i släktet Melipotis och familjen nattflyn. Inga underarter finns listade i Catalogue of Life.